# Palpomyia infuscata
Palpomyia infuscata är en tvåvingeart som beskrevs av Jean-Jacques Kieffer 1919. Palpomyia infuscata ingår i släktet Palpomyia och familjen svidknott. Inga underarter finns listade i Catalogue of Life.